# Mihály Csíkszentmihályi
Mihály Csíkszentmihályi (['miha:j 't͡ʃi:ksɛntmiha:ji]ⓘ Fiume, 29 de septiembre de 1934-Claremont, California, 20 de octubre de 2021) fue un psicólogo húngaroestadounidense, profesor de psicología en la Universidad de Claremont (California), jefe del departamento de psicología en la Universidad de Chicago y del departamento de sociología y antropología en la Universidad Lake Forest. Destacó por su trabajo acerca de la felicidad, la creatividad, el bienestar subjetivo y la diversión, pero es más famoso por crear la teoría del flujo y por el trabajo que realizó durante mucho tiempo acerca de ese tema. Escribió numerosos libros y más de 120 artículos y capítulos. Martin Seligman, quien fuese presidente de la Asociación Psicológica Norteamericana, describió a Csikszentmihalyi como el más importante investigador del mundo en el tema de la psicología positiva. Es uno de los psicólogos más citados hoy en día en campos diversos de la psicología y los negocios, pero esta se puede aplicar en todos los campos de la vida cotidiana.

## Biografía
Obtuvo su licenciatura en 1960 y su doctorado en 1965, ambos en la Universidad de Chicago. Sus hijos son Christopher Csíkszentmihályi, profesor asociado del Laboratorio MIT Media y Mark Csikszentmihalyi, profesor de tradiciones filosóficas y religiosas de China y Asia oriental de la Universidad de Wisconsin en Madison.

## La teoría delflujo
En su trabajo seminal, Fluir: La psicología de las experiencias óptimas, Csikszentmihalyi esboza su teoría de que la gente es más feliz cuando está en un estado de «fluir» —concentración o absorción completa en la actividad o situación en la que se encuentran. Esta idea es idéntica a la sensación de «estar en la onda». Se puede decir que es un estado óptimo de motivación intrínseca, en la que la persona está inmersa en lo que está haciendo. Es algo que todos hemos percibido más de una vez, y se caracteriza por una sensación de gran libertad, gozo, compromiso y habilidad, durante la cual las sensaciones temporales (la hora, la comida y el yo) suelen ignorarse.
En una entrevista para la revista Wired, Csikszentmihalyi describió el fluir como "el hecho de sentirse completamente comprometido con la actividad por sí misma. El ego desaparece. El tiempo vuela. Toda acción, movimiento o pensamiento surgen inevitablemente de la acción, del movimiento y del pensamiento previos, es como si estuviéramos tocando jazz. Todo tu ser está allí, y estás aplicando tus facultades al máximo".
Para alcanzar un estado de fluir, debe alcanzarse un estado de equilibrio entre el desafío de la tarea y la habilidad de quien la realiza. Si la tarea es demasiado fácil o demasiado difícil, el fluir no podrá presentarse.
El estado de fluir también implica una especie de atención enfocada, y se ha observado que la meditación a conciencia, el yoga y las artes marciales pueden mejorar la capacidad de una persona para fluir. Entre otros beneficios, todas estas actividades sirven para entrenar y mejorar la capacidad de atención.
En síntesis, el fluir puede describirse como un estado en el que la atención, la motivación y la situación se encuentran, dando como resultado una especie de armonía productiva o retroalimentación.

## Obra
- Csikszentmihalyi, M. (1990). Flow: The Psychology of Optimal Experience (Flujo: La psicología de la experiencia óptima). New York: Harper & Row. ISBN 0-06-092043-2. (en inglés)
- Csikszentmihalyi, M. (1996). Creativity: Flow and the Psychology of Discovery and Invention (Creatividad: El flujo y la psicología del descubrimiento y la invención). New York: Harper Perennial. ISBN 0-06-092820-4. (en inglés)
- Csikszentmihalyi, M. (1998). Finding Flow: The Psychology of Engagement With Everyday Life (Cómo descubrir el flujo: La psicología del compromiso con la vida diaria). Basic Books. ISBN 0-465-02411-4 (una descripción de las técnicas; en inglés)
- Gardner, H., Csikszentmihalyi, M. & Damon, W. (2001). Good Work: When Excellence and Ethics Meet (Buen trabajo: Cuestión de excelencia y ética). New York: Basic Books. (en inglés)